# Чемпионат мира по конькобежному спорту на отдельных дистанциях 2016 — 10 000 метров (мужчины)
Соревнования на дистанции 10 000 метров среди мужчин на чемпионате мира по конькобежному спорту на отдельных дистанциях 2016 года прошли 11 февраля на катке Центра конькобежного спорта в Коломне, Россия. В забегах приняли участие 12 спортсменов из 8 стран.
Свен Крамер 4-й раз в карьере выиграл дистанцию 10 000 метров на чемпионатах мира на отдельных дистанциях. Ранее он побеждал в 2007, 2008 и 2009 годах.
Серебряный призёр Тед-Ян Блумен ранее выступал за Нидерланды, в Канаду переехал в 2014 году.

## Результаты

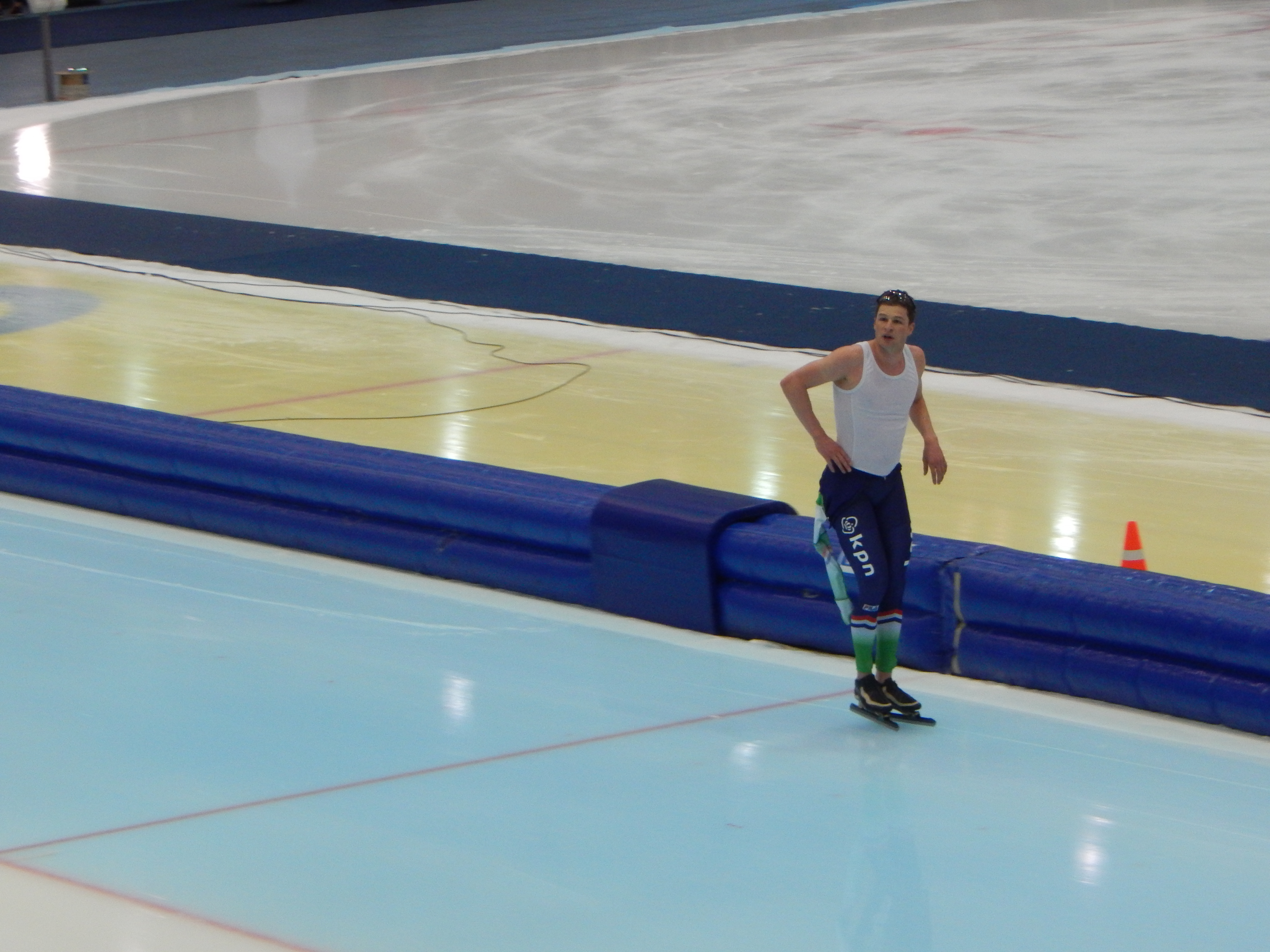
Свен Крамер выигрывает золотую медаль

| Место | Участник               | Страна           | Время       | Отставание |
| ----- | ---------------------- | ---------------- | ----------- | ---------- |
| 1     | Свен Крамер            | Нидерланды       | 12.56,77 TR |            |
| 2     | Тед-Ян Блумен          | Канада           | 12.59,69    | +2,92      |
| 3     | Эрик Ян Койман         | Нидерланды       | 13.02,15    | +5,38      |
| 4     | Патрик Беккерт         | Германия         | 13.09,42    | +12,65     |
| 5     | Джордан Бельчос        | Канада           | 13.10,99    | +14,22     |
| 6     | Мориц Гайсрайтер       | Германия         | 13.12,48    | +15,71     |
| 7     | Томас-Хенрик Сёфтеланн | Норвегия         | 13.16,94    | +20.17     |
| 8     | Евгений Серяев         | Россия           | 13.18,04    | +21,27     |
| 9     | Уле Бьёрнсмоэн Несс    | Норвегия         | 13.20,53    | +23,76     |
| 10    | Ли Сын Хун             | Республика Корея | 13.23,73    | +26,96     |
| 11    | Барт Свингс            | Бельгия          | 13.25,59    | +28,82     |
| 12    | Питер Майкл            | Новая Зеландия   | 13.25,61    | +28,84     |